# César González Ruano
César González-Ruano (Madrid, 22 de febrer de 1903 - 15 de desembre de 1965) va ser un periodista i escriptor espanyol

## Biografia
Va començar a destacar en els anys vint com a poeta de l'ultraisme. Encara que fonamentalment periodista, va conrear tots els gèneres i va ser poeta líric, novel·lista i autor dramàtic; també va escriure biografies, com les de Charles Baudelaire, Enrique Gómez Carrillo, Émile Zola i Oscar Wilde. Malgrat tanta activitat, durant tota la seva llarga vida va patir una constant "mala salut de ferro", de manera que moltes vegades se'l va desnonar i va donar falsament per mort.
Va ser, abans de res, un gran dominador del gènere de l'article periodístic (segons el seu amic i deixeble Manuel Alcántara, en va escriure més de trenta mil) i ja a 1932 va guanyar el premi Mariano de Cavia amb un de titulat Señora: ¿Se le ha perdido a usted un niño? Recollí vuitanta entrevistes a personalitats de l'actualitat espanyola i internacional en Las palabras quedan (conversaciones) (1957), reeditat diverses vegades. Un dels seus col·laboradors més estrets va ser l'escriptor asturià, més tard Premi Nacional de Literatura per la seva biografia de Marañón, Marino Gómez Santos. Residia a Madrid en un pis del carrer Ríos Rosas número 54, que limitava amb els de l'acadèmic Camilo José Cela i del pintor Manuel Viola i Gamón, i col·laborava amb La Nación i Gracia y Justicia, entre altres publicacions.
En 1933 va iniciar un llarg període de nomadisme espiritual i cultural que el va portar com a corresponsal d'ABC a Berlín i a Roma, on va coincidir amb els seus amics Rafael Sánchez Mazas i Eugenio Montes; i també a França, concretament a Vilefranche, junt amb una impulsiva i patriota Raquel Meller va rebre la notícia de l'inici de la Guerra Civil Espanyola. I després a París, ocupada pels alemanys. A més de les seves cròniques, i d'algun incident com el seu confinament l'any 1942 a la presó de Cherche-Midi (a la qual va dedicar un impressionant poema llarg: Balada Cherche-Midi), després de ser capturat per la Gestapo, sospitós de traficar amb visats, encara va tenir temps de redactar algunes de les seves millors obres com la biografia de Mata-Hari o la novel·la Manuel de Montparnase, basada en la vida i l'obra de Manuel Viola i Gamón. Quan tothom esperava que tornés a Madrid, se'n va anar a Sitges, on feia vida nocturna i portava una vida bohèmia, al costat de personatges com el periodista Miquel Utrillo Vidal (1912-1990), fill del pintor Miquel Utrillo.
En 1948 va ser condemnat en absència per la França Lliure a 20 anys de treballs forçats per "intel·ligència amb l'enemic", acusat d'haver delatat, estant ja en llibertat, els seus companys de cel·la a Cherche-Midi. Tanmateix, no va complir la pena per haver tornat a Espanya.
A Madrid va ser un dels assidus al Cafè Gijón i després al desaparegut Cafè Teide, on acudia cada matí per dur a terme l'activitat de la qual acostumava a viure: escriure. El 1944 va optar al Premi Nadal de literatura, però finalment el va guanyar una autora aleshores desconeguda, Carmen Laforet, amb Nada.
En el seu honor, des de 1975 la Fundació MAPFRE concedia un premi anual que porta el seu nom per a articles que apareixen en la premsa espanyola. Fins a la seva cancel·lació en 2014 era considerat com un dels de major prestigi de la premsa espanyola.
En 2007 l'escriptor mallorquí José Carlos Llop publicà París: Suite 1940, una novel·la en la qual s'indaga sobre els motius de la detenció de César González-Ruano a París per la Gestapo el 1940, probablement per un assumpte tèrbol relacionat amb la venda de passaports a perseguits jueus.
En 2014, els escriptors Rosa Sala i Rose i Plàcid Garcia-Planas Marcet van publicar El marqués y la esvástica. César González Ruano y los judíos en el París ocupado, on s'exploren els vincles de César González-Ruano amb el nazisme i amb l'estafa de jueus a partir de material d'arxiu trobat en diverses ciutats europees. El mateix any en què va aparèixer aquesta publicació la Fundació MAPFRE va anunciar públicament la cancel·lació del seu Premi César González-Ruano de Periodisme, ara reconvertit en el Premi Fundació MAPFRE de relat curt.

## Obra
- Miguel Primo de Rivera. La vida heroica y romántica de un general español (1933)
- 6 meses con los Nazis. (Una revolución nacional) (1933)
- La luna en las manos (1934)
- Aún, primera antología poética (1920-1934)
- Poesía (selección poética, 1924-1944)
- Manuel de Montparnasse (1944)
- Ni César ni nada, Premi Café Gijón en 1951
- Diario íntimo (1951)[9]
- Mi medio siglo se confiesa a medias, autobiografia
- A todo el mundo no le gusta el amarillo trilogia que comprèn Nuevo descubrimiento del Mediterráneo, Caliente Madrid i Pequeña ciudad.